# Kol Israel

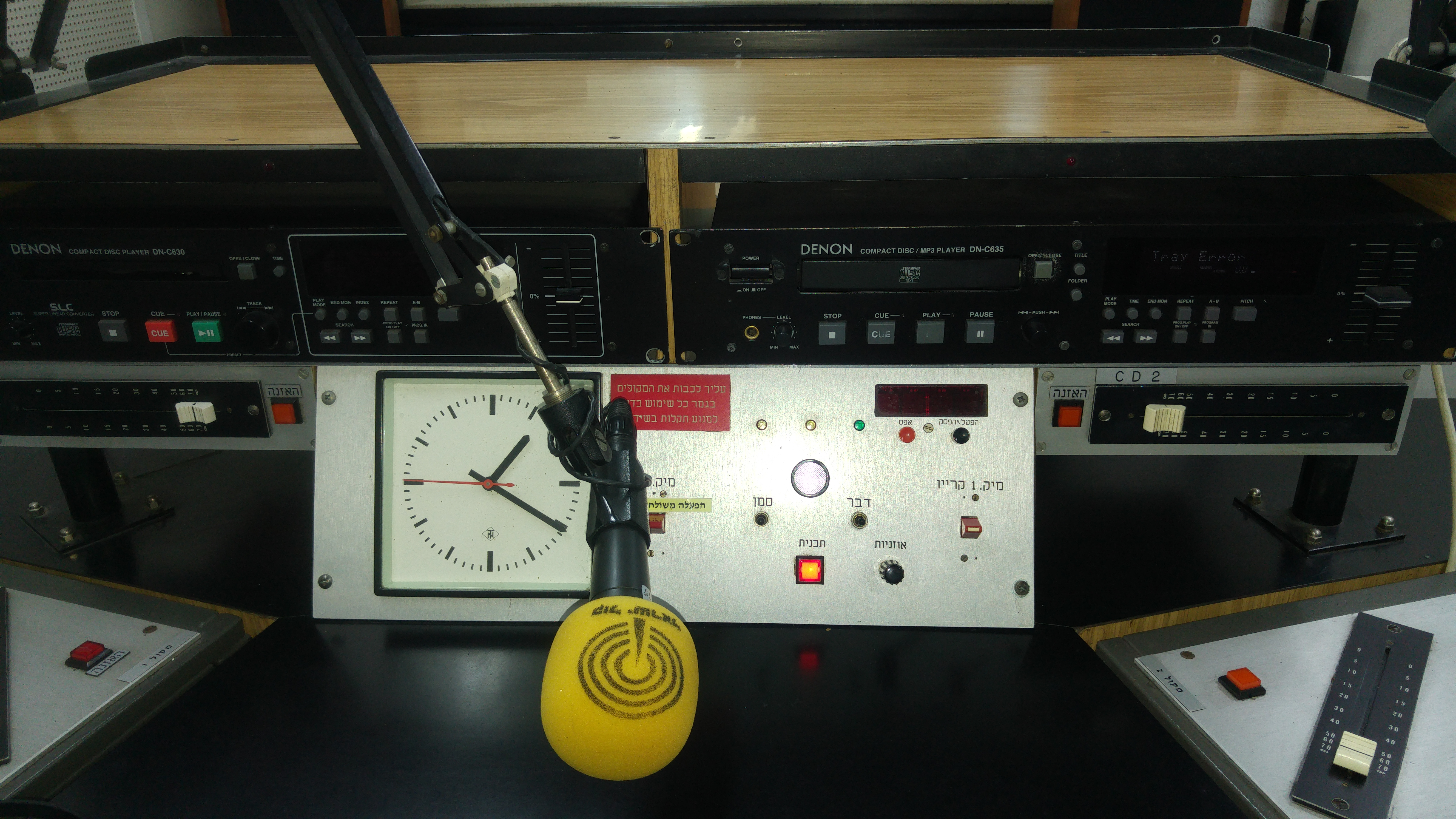

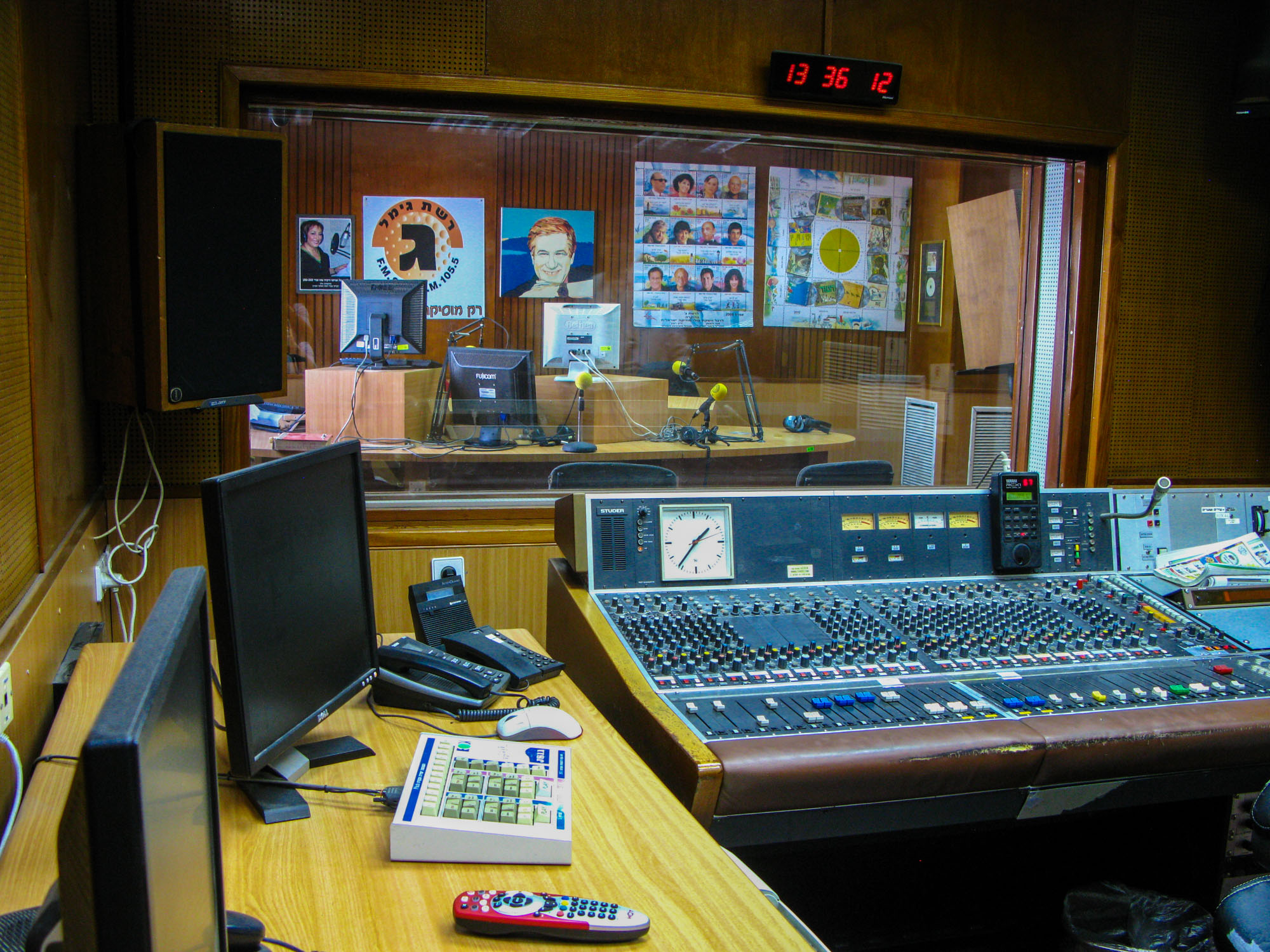

Kol Israel, in het Hebreeuws: קול ישראל (kol jisraeel, Stem van Israël) is de oudste radiozender van Israël.
Na de uitroeping van de staat Israël op 14 mei 1948 werd Kol Israel het officiële radiostation. Het was een voortzetting van enerzijds de radiozender van de sinds 1936 bestaande Palestine Broadcasting Service, de omroep van het Britse Mandaatgebied Palestina, en anderzijds de sinds december 1947 bestaande ondergrondse radiozender van de zionistische strijdorganisatie Haganah.
Sinds 1965 valt Kol Israel onder de toen opgerichte officiële omroeporganisatie Israel Broadcasting Authority (IBA). Hieronder vallen ook andere radiozenders en sinds 1968 ook televisie. Tegenwoordig vallen onder Kol Israel verscheidene radiokanalen, zowel voor binnenlands als buitenlands gehoor.
De Israëlische regering wil in 2015, gekoppeld aan de afschaffing van het kijkgeld (belasting op tv-kijken), de IBA en daarmee ook Kol Israel reorganiseren, waarna het radiostation het met minder geld en personeel zal moeten doen.